# La ermita de San Isidro
L'Ermitage de Saint-Isidore
La ermita de San Isidro (« L'Ermitage de Saint-Isidore ») est un tableau de Francisco de Goya réalisé en 1788 et appartenant à la sixième série de cartons pour tapisserie destinée à la chambre des infantes du Prince des Asturies au Palais du Pardo. Il est aujourd'hui conservé au Musée du Prado à Madrid. Il représente l'ermitage de Saint-Isidore (es) et la célébration des Fêtes de Saint Isidore le Laboureur.

## Contexte de l'œuvre
Tous les tableaux de la sixième série sont destinés à chambre des infantes du Prince des Asturies, c'est-à-dire de celui qui allait devenir Charles IV et de son épouse Marie Louise de Parme, au palais du Pardo. Le tableau a été peint au printemps 1788.
Vendu aux ducs d'Osuna en 1799, Pedro Fernández Durán l'acquiert en 1896 avant de le léguer au musée du Prado à sa mort en 1931[réf. nécessaire]. La toile est citée pour la première fois dans le catalogue du musée du Prado en 1876.
La série était composée de La Gallina ciega, La Pradera de San Isidro, La Ermita de San Isidro et Merienda campestre.

## Analyse
Représente les Fêtes de Saint Isidore le Laboureur, l'un des festivals les plus populaires de Madrid, honorant le patron de la ville, Isidore le Laboureur. La silhouette de la chapelle, l'ermitage de Saint-Isidore (es), a une touche baroque, mais la composition elle-même est de style néoclassique.